# Ocean Conqueror
Ocean Conqueror is een computerspel dat werd uitgegeven door Hewson Consultants. Het spel kwam in 1987 uit voor verschillende homecomputers. De speler bestuurt een duikboot die is voorzien van torpedo's en geleide raketten. Hiernaast kan deze beschikking over een radar en een statische kaart. De bedoeling is om binnen achttien uur de vijand te verslaan.

## Platforms
| Jaar | Platform                      |
| ---- | ----------------------------- |
| 1987 | Amstrad CPC, MSX, ZX Spectrum |
| 1989 | Commodore 64                  |

## Ontvangst
| Beoordeeld door | Platform     | Datum         | Score |
| --------------- | ------------ | ------------- | ----- |
| Zzap!           | Commodore 64 | februari 1989 | 21%   |